# Commando Deep Sea
Commando Deep Sea ist ein US-amerikanischer Action-Thriller des Regisseurs Franklin A. Vallette. Steve Latshaw fertigte das Drehbuch nach einer Geschichte aus der Feder Danny Lerners. Darin ist eine US-Eliteeinheit in Europa auf der Jagd nach einem Top-Terroristen. Der Film feierte am 3. Dezember 2002 seine US-amerikanische Kinopremiere.

## Handlung
Eine Marineeinheit der Navy Seals bekommt den Auftrag den zurzeit gefährlichsten Terroristen der Welt, genannt Casper, lebend zu fangen. Bei der Erstürmung seines Quartiers an der Ägäisküste treffen sie nur Caspers Handlanger 
und Sprengstoffexperten Andreas Trassus an und nehmen ihn gefangen. Unter Folter verrät er Caspers Plan, eine Clusterbombe namens Stormbringer aus  Beständen der untergegangenen Sowjetunion auf dem Transportweg zu stehlen, die in nächster Zeit an albanische Freiheitskämpfer im Kosovo geliefert werden soll. Andreas lässt sich zur Kooperation überreden und begleitet die Navy Seals als Fremdenführer nach Albanien. 
Mit Andreas’ Hilfe gelingt es Captain Jeffries’ Team tatsächlich den Transporter mit der brisanten Ladung aus den Händen der dem Alkohol zugeneigten russischen Soldaten zu entwenden. Lieutenant Baker wird bei der Aktion angeschossen und muss so schnell wie möglich versorgt werden. Andreas leitet die Truppe dazu in einen alten abgelegenen Steinbruch. Dort werden sie von Caspers bewaffneten Kumpanen erwartet. Andreas outet sich gegenüber seinen amerikanischen Weggefährten als Casper, nimmt ihnen die Waffen ab und hält sie ab sofort in einem unterirdischen Lager gefangen. 
Bakers unversorgte Wunde beginnt zu faulen, er leidet. Ungeachtet dessen nimmt sich Casper den Captain in einer ruhigen Minute zur Seite und erläutert ihm das Ziel und das Motiv seiner terroristischen Ambitionen. Seine Frau und sein kleiner Sohn wurden fünf Jahre zuvor im Jugoslawienkonflikt durch einen amerikanischen Blindgänger getötet. Casper sinnt auf Rache. Die erbeutete Stormbringer-Bombe will er nun per Containerschiff an die amerikanische Küste bringen und dort zünden. 
Den Seals gelingt eines nachts die Flucht. Baker steuert mit letzter Kraft einen leeren LKW zur Ablenkung in eine nahe Kiesgrube und opfert so sein Leben. Die Terroristen sollen alle Navys in dem LKW wähnen und für tot halten. Stattdessen entkommen sie zu Fuß.
Am nächsten Morgen machen sich Caspers Leute mit der Bombe auf den Weg zum Hafen von Odessa, wo sie schon von Jeffries’ schwer bewaffneter Truppe mit Panzerfäusten erwartet werden. Jacobs erschießt auf Jeffries Befehl den Fahrer des LKWs, auf dem die Bombe transportiert wird. Der Laster steuert daraufhin unkontrolliert ins Hafenbecken. Captain Jeffries, befähigt durch seine erstklassige Taucherausbildung bei der US-Marine, taucht nach der Bombe und demontiert den Zünder, um sie somit zu entschärfen. Derweil flieht Casper mit einem Schnellboot auf einen bereits ausgelaufenen Frachter. Jeffries und Miller lenken ein zweites mit einer Kiste Handgranaten beladenes Schnellboot mit Höchstgeschwindigkeit auf den Frachter und springen wenige hundert Meter vor dem Aufprall von Bord. Die nachfolgende Kollision und Explosion lässt den Frachter leckschlagen und sinken.

## Hintergrund
Der Film wurde in der bulgarischen Hauptstadt Sofia gedreht. Die Wasseraufnahmen entstanden im Pantscharewosee, am südöstlichen Stadtrand Sofias. Die Nachbearbeitung erfolgte in Sofia und Burbank (Kalifornien).
Für das deutsche Fernsehen wurde der abweichende Titel Operation Stormbringer gewählt, der sich näher am Originaltitel orientiert.

## Kritiken
„Actionfilm, der sich auf der Suche nach einem veritablen Bösewicht keine Gedanken über Logik und politische Zusammenhänge macht, sondern einer Pyrotechnik den Vortritt lässt, die sich auf bescheidenem Niveau austobt.“

„Leider macht der Film storytechnisch einen großen Fehler und präsentiert einige Andeutungen in Richtung der wahren Identität von Casper zuviel. […] Zwischendurch gibt es immer wieder herrlich druckvolle und breit ausgespielte Explosionen zu bewundern, die vom Kameramann Don E. Fauntleroy mehr als beeindruckend eingefangen werden und von überdurchschnittlichem handwerklichen Geschick zeugen. […] Sehr gelungen ist auch der Soundtrack. Dieser lässt ab und an richtiggehend Atmosphäre aufkommen […]. Das Ergebnis ist wahrlich keine Offenbarung im Actiongenre aber dank schnittiger Daueraction, edler Fotographie und nettem Tempos zumindest ein kleines Highlight im Sumpf diverser mieser Special Forces Streifen.“

„Dieser Film wandelt von der Machart eher auf den traditionellen Pfaden des 80er-Jahre-Actionfilmes. Harte Männer, Spannungen zwischen den Hauptdarstellern und vor allem nimmt sich der ganze Film selbst sehr ernst, die Schauspieler kalauern sich gottseidank nicht durch die Kulissen, sondern ein ernster Auftrag wird hier mit dem nötigen Ernst angegangen. Menschlich wird er dadurch, dass sich der Captain und der Terrorist erst gar nicht riechen können, doch der Captain sich mitunter eingestehen muss, dass er dem Terroristen in vielen Punkten recht geben muss. Dabei kommt erfreulicherweise auch ein wenig Kritik an der US-Regierung und ihrer Art, ihre Macht penetrant zu beweisen, auf den Tisch. „COMMANDO DEEP SEA“ ist sicherlich kein Blockbuster und wird auch sicherlich keine Originalitätspreise gewinnen, aber dafür einer jener Filme, die man als „solide“ und natürlich auch unterhaltend bezeichnen kann.“

„Es ist ein Haudrauf-Movie mit viel Action und ohne viel Handlung. Die Geschichte ist vorhersehbar und tritt natürlich auch genauso ein.“